# اوستون فری
اوستون فری (به انگلیسی: Owston Ferry) یک روستا و محله مدنی در بریتانیا است که در North Lincolnshire واقع شده‌است. اوستون فری ۱٬۳۲۸ نفر جمعیت دارد.